# Ptolemaios XIII Theos Philopator
Ptolemios XIII Theos Philopator (tiếng Hy Lạp: Πτολεμαῖος Θεός Φιλοπάτωρ, Ptolemaĩos Theos Philopátōr, 62 BC/61 BC-13 tháng 1, 47 TCN, trị vì từ 51 TCN?) là một trong những thành viên cuối cùng thuộc triều đại Ptolemaios(305-30 TCN) của Ai Cập.

## Đồng cai trị Ai Cập, trong tình hình hỗn loạn
Ông là con trai của Pharaoh Ptolemaios XII của Ai Cập (80-58 trước Công nguyên và 55-51 trước Công nguyên), ông kế vị cha mình vào mùa xuân năm 51 TCN, và cũng là vị vua hợp pháp của Ai Cập bởi cuộc hôn nhân của mình với chị gái Cleopatra VII của Ai Cập (69-30 TCN). Vào tháng 10 năm 50 trước công nguyên, Ptolemaios XIII được tôn lên làm vua cùng với bà, mặc dù thái giám Pothinus hành động như là nhiếp chính cho ông.
Vào mùa xuân năm 48 TCN, Ptolemaios XIII và Pothinus đã cố gắng lật đổ Cleopatra VII do tình trạng độc đoán ngày càng tăng của bà. Khuôn mặt của bà xuất hiện trên đồng tiền đúc, trong khi tên Ptolemaios XIII bị bỏ sót trên các tài liệu chính thức. Ptolemaios dự định trở thành người cai trị duy nhất, với Pothinus nắm quyền đằng sau ngai vàng.

## Nội chiến
Ptolemaios XIII và Pothinus cố gắng để buộc Cleopatra trốn chạy sang Syria, nhưng bà nhanh chóng tổ chức quân đội riêng của mình và một cuộc nội chiến đã bắt đầu ở Ai Cập. Chẳng bao lâu em gái khác của họ bắt đầu yêu cầu lên ngôi là Arsinoe IV (48-47 TCN), làm phức tạp thêm tình hình.
Tại thời điểm này, Tướng La Mã bại trận là Pompey Vĩ đại đã đến Ai Cập và đang tìm kiếm nơi trú ẩn khỏi việc truy đuổi bởi đối thủ của ông Julius Caesar. Ban đầu, Ptolemaios XIII và Pothinus giả vờ đã chấp nhận yêu cầu của mình, nhưng vào ngày 29 tháng 9, 48 trước Công nguyên, Pothinus đã sai người ám sát, với hy vọng dâng lên Caesar khi ông ta đến. Khi Caesar đến nơi ông đã được dâng lên đầu của cựu đối thủ đã chết, nhưng theo ghi chép, thay vì vui mừng, ông phản ứng với sự ghê tởm và ra lệnh cho Pompey đem trả lại cơ thể và tổ chức một tang lễ La Mã thích hợp. Cleopatra VII đã thành công hơn trong việc nhận được sự ủng hộ của Caesar và trở thành người tình của ông. Caesar sắp xếp việc hành quyết Pothinus và trả lại ngai vàng cho Cleopatra VII, mặc dù bà chưa bao giờ chính thức thoái vị.
Vẫn quyết tâm lật đổ Cleopatra VII, Ptolemaios XIII liên minh với Arsinoe IV. Cùng nhau, họ tổ chức các phe phái của quân đội trung thành với họ chống lại những người trung thành với Cleopatra VII và phần tương đối nhỏ của quân đội đã đi cùng Caesar tới Ai Cập. Các trận chiến giữa các phe phái tham chiến đã xảy ra vào giữa tháng 12 năm 48 TCN ở Alexandria, mà gây ra thiệt hại nghiêm trọng, bao gồm (theo một số nguồn) [cần dẫn nguồn] đốt cháy một số các tòa nhà đó bao gồm Thư viện Alexandria.
Sự xuất hiện của quân tiếp viện La Mã từ Pergamum đã giúp Caesar và Cleopatra VII chiến thắng, buộc Ptolemaios XIII và Arsinoe IV chạy trốn khỏi thành phố. Ptolemaios XIII được báo cáo là bị chết đuối ngày 13 tháng 1, năm 47 TCN khi cố gắng vượt qua sông Nile. Cho dù ông đã cố gắng chạy trốn hoặc đang tìm kiếm các cuộc đàm phán vẫn chưa chắc chắn từ các nguồn do thời gian.